# Isobel Batt-Doyle
Isobel „Izzy“ Batt-Doyle (* 14. September 1995 in Adelaide) ist eine australische Leichtathletin, die sich auf den Langstreckenlauf spezialisiert hat.

## Sportliche Laufbahn
Isobel Batt-Doyle begann 2014 ein Studium an der St. John’s University in den Vereinigten Staaten und wechselte nach einem Jahr auf die University of Washington an die US-Westküste. 2017 startete sie im 10.000-Meter-Lauf bei der Sommer-Universiade in Taipeh und belegte dort in 34:32,13 min den siebten Platz. Zwei Jahre später gelangte sie bei den Studentenweltspielen in Neapel mit 34:21,45 min auf Rang sechs und 2021 siegte sie in 15:16,19 min im 5000-Meter-Lauf beim Motonet GP und qualifizierte sich über diese Distanz für die Teilnahme an den Olympischen Spielen in Tokio, bei denen sie mit 15:21,65 min aber den Finaleinzug verpasste. Im Dezember siegte sie dann in 1:10:16 h beim Nike Melbourne Marathon Festival über die Halbmarathondistanz.
2022 belegte sie bei den Commonwealth Games in Birmingham in 15:13,53 min den achten Platz über 5000 Meter und wurde auch über 10.000 Meter in 32:04,52 min Achte. Im Jahr gelangte sie bei den Crosslauf-Weltmeisterschaften 2023 in Bathurst mit 36:17 min auf Rang 29. Im August wurde sie bei den Weltmeisterschaften in Budapest nach 2:27:53 h 43. im Marathon und im Oktober gelangte sie bei den Weltmeisterschaften in Riga mit 1:10:08 h auf Rang 14 im Halbmarathon. 2024 verpasste sie bei den Olympischen Sommerspielen in Paris mit 15:03,64 min den Finaleinzug über 5000 Meter.

## Persönliche Bestzeiten
- 1500 Meter: 4:08,48 min, 14. Juli 2024 in Lignano Sabbiadoro
- 3000 Meter: 8:47,99 min, 23. März 2024 in Sydney
  - 3000 Meter (Halle): 9:45,55 min, 31. Januar 2015 in New York City
- 5000 Meter: 14:49,75 min, 19. Juni 2024 in Lüttich
- 10.000 Meter: 31:40,10 min, 14. Mai 2022 in London
- 10-km-Straßenlauf: 31:12 min, 22. September 2024 in Melbourne
- Halbmarathon: 1:09:27 h, 5. Februar 2023 in Marugame
- Marathon: 2:23:27 h, 3. Dezember 2023 in Valencia